# 八百津町立潮南中学校
八百津町立潮南中学校（やおつちょうりつ しおなみちゅうがっこう）は、かつて岐阜県加茂郡八百津町にあった公立中学校。

## 概要
- 校区は潮見、南戸（旧・加茂郡潮南村に該当）であった。1997年に八百津東部中学校に統合され八百津東部中学校潮南分校となり、1999年廃校。
- 校舎（木造平屋建）は2018年時点では現存し、まなびやギャラリーとして使用されている。

## 沿革
- 1947年（昭和22年）4月 - 潮南村立潮南中学校として開校。
- 1956年（昭和31年）9月30日 - 久田見村、潮南村、福地村が八百津町立潮南中学校に改称する。
- 1963年（昭和38年） - 特別教室が完成。
- 1974年（昭和49年） - 体育館が完成。
- 1997年（平成9年）4月 - 八百津東部中学校に統合される。八百津東部中学校潮南分校となる。
- 1999年（平成11年）3月 - 廃止。